# Grasklapperlerche

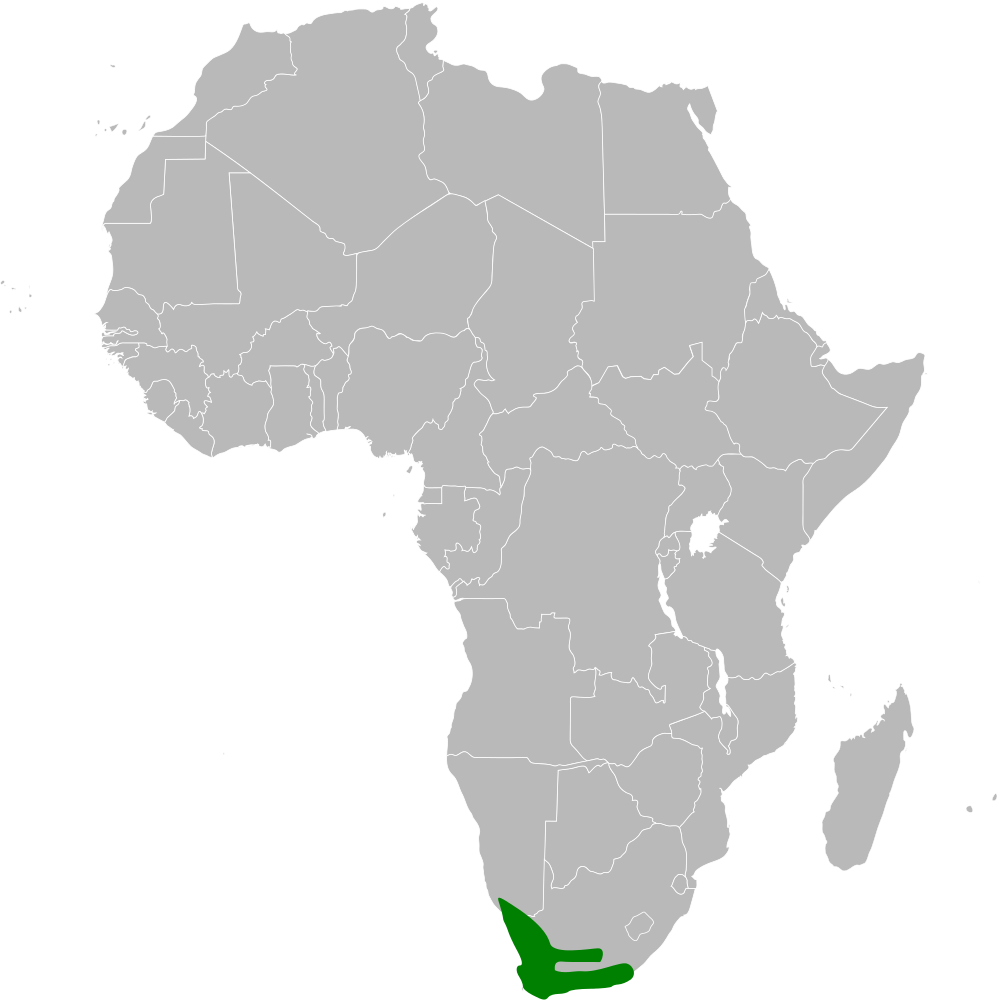
Verbreitungsgebiet der Grasklapperlerche

Die Grasklapperlerche (Mirafra apiata) ist eine Art aus der Familie der Lerchen. Sie ist eine im Süden des afrikanischen Kontinents verbreitete Art. Sie ist deutlich kleiner als eine Feldlerche, hat aber einen etwas kräftigeren Schnabel. Man unterscheidet mehrere Unterarten. Der Name leitet sich von den rasselnden und klappernden Instrumentallauten ab, die die Lerche mit den Flügeln erzeugt.
Die Bestandssituation der Grasklapperlerche wird als ungefährdet (least concern) eingestuft.

## Merkmale
Die Grasklapperlerche erreicht eine Körperlänge von 15 Zentimeter, wovon 4,6 bis 5,5 Zentimeter auf den Schwanz entfallen. Der Schnabel hat vom Schädel aus gemessen beim Männchen eine Länge von 1,45 bis 1,83 Zentimeter, beim Weibchen eine Länge von 1,47 bis 1,82 Zentimeter. Sie wiegen zwischen 23 und 44 Gramm. Es besteht kein auffälliger Geschlechtsdimorphismus.
Das Gefieder der Grasklapperlärche ist überwiegend matt rötlich und auf der Körperoberseite auffallend schwärzlich längsgestreift, da alle Federn schwarze Schaftstriche aufweisen. Die Federn haben außerdem helle Säume und schwarze Subterminalbänder, wodurch die Lerche geschuppt und gesprenkelt wirkt. Das Kinn und die Kehle sind weißlich, die Kehle ist außerdem leicht dunkelbraun gestrichelt. Die Brust ist rötlich-gelbbraun mit dunklen und rötlich braunen Sprenkeln. Die Schwingen sind braun mit unterschiedlichen rötlichen Anteilen. Die Schwanzfedern sind insgesamt dunkelbraun mit ebenfalls unterschiedlichen rötlichen Anteilen, die sechste (äußerste) Steuerfeder hat eine weiße Außenfahne und auch an der Innenfahne finden sich Weißanteile. Der Schnabel ist bräunlich hornfarben. Die Iris ist hellbraun, die Füße und Läufe hell rötlich.

## Verwechslungsmöglichkeiten
Die Baumklapperlerche ähnelt der Grasklapperlerche. Das Verbreitungsgebiet der beiden Arten überlappt sich allerdings kaum. Die beiden Arten unterscheiden sich durch die Steuerfedern. Bei der Grasklapperlerche finden sich dort Weißanteile, die bei der Baumklapperlerche fehlen.

## Verbreitungsgebiet und Lebensraum
Die Grasklapperlerche kommt im Südwesten Sambias, in Botswana, im Norden und Nordosten von Namibia sowie in der Republik Südafrika vor.
Der Lebensraum sind Hochebenen, grasbestandene Täler sowie Sandsteppen mit vereinzelten Büschen und hohem Gras.

## Lebensweise
Die Grasklapperlerche lebt versteckt im hohen Gras. Ihre Anwesenheit ist häufig nur durch ihren Balzflug feststellbar. Dazu steigt das Männchen steil aufwärts und erzeugt dabei mit den Flügeln die namensgebenden knatternden Instrumentallaute. Der Balzflug währt bis zu 10 Minuten.
Die Brutzeit ist abhängig von der geographischen Lage und den Lebensraumbedingungen. In trockenen Regionen liegt der Brutbeginn in der Regel nach der Regenzeit. Wie alle Lerchen ist auch die Grasklapperlerche ein Bodenbrüter. Das Nest wird im Schutz von Grasbüscheln, Steinen oder Erdhügeln errichtet. Es ist kugelförmig und gewöhnlich mit Gräsern überwölbt. Das Gelege besteht aus zwei bis drei Eiern.

## Unterarten
Es werden zwei Unterarten unterschieden:
- M. a. apiata (Vieillot, 1816) – Vorkommen im Südwesten von Namibia und im Westen von Südafrika
- M. a. marjoriae Winterbottom, 1956 – Vorkommen im Süden der Republik Südafrika.

## Einzelbelege
1. ↑  Pätzold: Kompendium der Lerchen. S. 89.
2. ↑  Pätzold: Kompendium der Lerchen. S. 86.
3. ↑  Pätzold: Kompendium der Lerchen. S. 82.
4. ↑  Pätzold: Kompendium der Lerchen. S. 87.
5. ↑  Pätzold: Kompendium der Lerchen. S. 88.
6. ↑  IOC World Bird List 6.4. In: IOC World Bird List Datasets. doi:10.14344/ioc.ml.6.4 (englisch, worldbirdnames.org).